# Daniel Froschauer

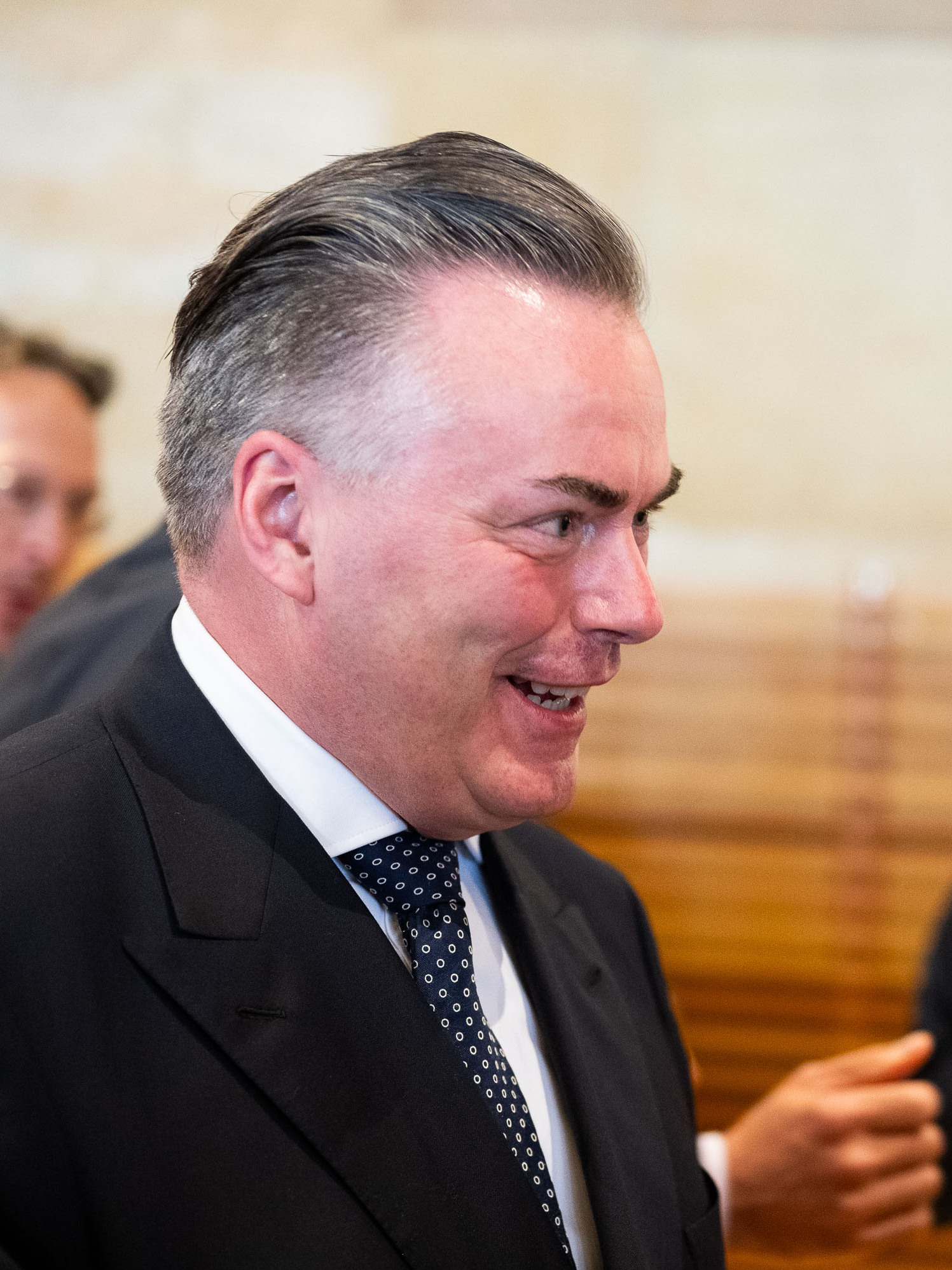
Daniel Froschauer (2023)

Daniel Froschauer (* 30. Dezember 1965 in Wien) ist ein österreichischer Geiger und Vorstand der Wiener Philharmoniker.

## Karriere
Froschauer kam als Sohn des Dirigenten und Chordirektors der Wiener Staatsoper Helmuth Froschauer zur Welt. Als Kind war er bei den Wiener Sängerknaben. Er studierte an der Juilliard School in New York bei Dorothy DeLay und Masao Kawasaki. Seine Ausbildung erhielt er bei Pinchas Zukerman sowie bei den Professoren Alfred Staar und Alfred Altenburger in Wien.
1990 erhielt Froschauer in New York den Young Artist Award von Musical America. 1997 war er in Paris Preisträger des Concours International Pierre Lantier. Als Solist spielte Froschauer u. a. mit dem Mozarteumorchester Salzburg und dem New York Symphonic Ensemble. Als Solist debütierte er 1993 mit einem Sonatenabend im Brahmssaal des Wiener Musikvereins.
1995 wurde er Mitglied des Orchesters der Wiener Staatsoper, 1998 zudem Mitglied der Wiener Philharmoniker, seit 2004 wirkt er als Stimmführer. 2005 wurde er Mitglied der Hofmusikkapelle. Er spielt die Stradivari „Ex Benvenuti, ex Halphen“ aus dem Jahr 1727, eine Leihgabe der Angelika Prokopp-Stiftung.
Am 1. September 2017 löste er Andreas Großbauer in der Funktion des Vorstands der Philharmoniker ab.